# Pinealoblastoma
Il pineoblastoma (o anche pinealoblastoma) è un tumore maligno della ghiandola pineale.

## Fondazioni
- Fondazione Tommasino Bacciotti